# Friedrich Burdach
Karl Friedrich Burdach, född 12 juni 1776 i Leipzig, död 16 juli 1847 i Königsberg, var en tysk fysiolog, farfars far till Konrad Burdach.
Burdach blev 1811 professor i Dorpat, 1815 i Königsberg och utnämndes även till geheimemedicinalråd. Hans skrfter har ofta en filosofisk prägel.